# ميخائيل ديكين
ميخائيل ديكين (5 مايو 1958 - )  (بالإنجليزية: Michael Deakin)‏ هو لاعب كريكت بريطاني.